# Veslfjelltinden
De Veslfjelltinden is een berg behorende bij de gemeente Lom in de provincie Oppland in Noorwegen. De berg, gelegen in Nationaal park Jotunheimen, heeft een hoogte van 2157 meter.
De Veslfjelltinden is onderdeel van het gebergte Jotunheimen.